# Поремба-Велика (Освенцимський повіт)
Поремба-Велика (пол. Poręba Wielka) — село в Польщі, у гміні Освенцим Освенцимського повіту Малопольського воєводства.
Населення — 1926 осіб (2011).

## Історія
У 1975-1998 роках село належало до Бельського воєводства, підпорядковувалося районній адміністрації в Освенцимі.

## Демографія
Демографічна структура станом на 31 березня 2011 року:
|          | Загалом | Допрацездатний вік | Працездатний вік | Постпрацездатний вік |
| -------- | ------- | ------------------ | ---------------- | -------------------- |
| Чоловіки | 940     | 203                | 659              | 78                   |
| Жінки    | 986     | 236                | 590              | 160                  |
| Разом    | 1926    | 439                | 1249             | 238                  |